# Mongpan
Mongpan (birmà Maingpan) és un estat dels Estats Shan dins l'estat Shan de Myanmar. Té uns 3.703 km². La capital és Mongpan situada a la vora d'un afluent del Salween, a l'est de Mongnai. Té la muntanya de Loi Hkilek de 2.133 m. L'estat té molta població birmana establerta allí des del temps de domini dels reis de Birmània. Té quatre subestats a la part oriental del riu Salween, que no tenen cap ciutat ni infraestructures: Mongton (al nord), Monghan (a l'est), Mongkyawt (a l'oest, a la riba oriental del Salween), i Mongtha (al sud).

## Història
El rei birmà Alaungpaya (1735-1760) en tornar d'una expedició a Siam el 1737 va passar per Mongpan i va decidir de crear-hi un principat (Myosa) amb el territori a l'oest del Salween, i depenent de Kengtung; el 1867 el Myosa va rebre l'ordre de colonitzar la part oriental que era una zona salvatge de domini indeterminat; s'hi van establir colons birmans i shans de Mongnai en quatre llogarets: Mong Tong, Mong Hang, Mong Kyawt i Mong Hta, i es va obtenir molta fusta (més tard els britànics hi van establir una companyia privada). El Myosa es va sotmetre als britànics el 1887 i fou reconegut príncep separat. El príncep fou enderrocat pels japonesos el 1943 i el principat transferit a Tailàndia. El 1945 els britànics el van recuperar i van reinstal·lar al príncep. El darrer príncep que va governar va abdicar el 1959 i després fou una de les Repúbliques de la unió d'Estats Shan que constituïren l'Estat Shan, amb vocació d'independència, però part de Myanmar.

### Myosa i Sawbaw de Mongpan
- Naw Hkam ? - 1808
- Mana Ne Myo 1809 - 1823
- Maung Shwe Hkam 1823 - 1858
- Hkun Tun U 1858 - 1867
- Hkun Tun U 1867 - 1886
- Hkun Leng 1886 - ?
- Hkun On 1918 - ?
- Hkun ? ? - 1943
- ? 1943-1945
- Hkun ? (segona vegada) 1945-?
- Hkun ?? ?-1959